# Something (песня Lasgo)
«Something» — сингл группы Lasgo с их альбома Some Things. В Испании, где трек был выпущен одновременно с альбомом, сингл был самым продаваемым виниловым диском в течение недели после начала его продаж. В октябре 2001 года композиция «Something» достигла 8-го места в рейтингах Нидерландов, в то время как в Германии её рейтинг был на 11 месте. 25 февраля 2002 года лейбл Positiva Records издаёт «Something» в Великобритании. Помимо того, что здесь он также получил успех, сингл занимает 4-е, а затем 3-е места в чартах Шотландии. В Австралии «Something» занимает 19-е место в национальном музыкальном рейтинге. Композиция получила ротацию на BBC Radio 1 и выходила на Nickelodeon, Popworld и Top of the Pops. Когда «Something» стал популярным во всей Европе, на песню в Праге был снят клип для международного обращения.
Песня также пользовалась огромным успехом в Латинской Америке, заняв 1-е место в чартах Чили. В США сингл поднялся на 36-e мест; это единственная песня Lasgo, попавшая главный в музыкальный рейтинг США, не считая «Alone», занявшей 85-е место.
«Something» была саундтреком в фильме «Нижний город».